# Podgora (gmina Ravne na Koroškem)
Podgora – wieś w Słowenii, w gminie Ravne na Koroškem. W 2018 roku liczyła 311 mieszkańców.